# 대전둔산우체국
대전둔산우체국(大田屯山郵遞局)은 대한민국 대전광역시 서구 둔산동에 있는 충청지방우정청 소속 우체국이다. 충청지방우정청 본청과 청사를 공유한다.

## 연혁
- 1961년 8월 15일 : 두계우체국 기성분국 개국[1]
- 1962년 7월 31일 : 두계우체국 기성분국 폐국 및 흑석우체국에 승계[2], 흑석우체국 별정우체국 개국[3]
- 1965년 9월 18일 : 낭월우체국 별정우체국 개국[4]
- 1970년 7월 1일 : 대전용문동우체국 개국[5]
- 1980년 9월 30일 : 대전도마동우체국 개국[6]
- 1982년 12월 1일 : 대전우체국 중앙공무원교육원구내분국을 대전괴정동우체국으로 명칭 변경[7]
- 1985년 6월 15일 : 대전우체국 법원분국 신설[8]
- 1985년 10월 2일 : 대전우체국 목원대학분국 신설[9]
- 1986년 10월 2일 : 대전가장아파트우편취급소 신설
- 1986년 12월 30일 : 대전경남아파트우편취급소 신설
- 1987년 10월 2일 : 대전우체국 배재대학분국 신설[10]
- 1987년 11월 2일 : 대전가수원동우체국 개국[11]
- 1987년 12월 30일 : 대전갈마동우편취급소 신설[12]
- 1988년 9월 1일 : 대전변동우체국 개국[13]
- 1988년 11월 15일 : 대전우체국 법원분국을 대전법원우체국으로, 대전우체국 목원대학분국을 목원대학우체국으로, 대전우체국 배재대학분국을 배재대학우체국으로 명칭 변경[14]
- 1989년 1월 20일 : 대전강변우편취급소 신설
- 1990년 6월 20일 : 대전시청우체국 개국
- 1991년 12월 30일 : 대전삼천가람우편취급소 신설[15]
- 1992년 10월 12일 : 대전삼천동우체국 개국[16]
- 1993년 1월 1일 : 배재대학우체국을 배재대학교우체국으로 명칭 변경[17]
- 1993년 12월 1일 : 대전월평하나로우편취급소 신설[18]
- 1993년 12월 27일 : 대전월평1동우체국, 대전월평3동우체국 개국[19]
- 1994년 2월 1일 : 목원대학우체국을 목원대학교우체국으로 명칭 변경[20]
- 1994년 12월 26일 : 대전갈마동우체국 개국[21]
- 1995년 12월 1일 : 대전만년동우체국, 대전명학소우편취급소 개국[22]
- 1996년 12월 9일 : 대전둔산2동우체국, 대전정림동우체국 개국[23]
- 1997년 11월 15일 : 대전변정우편취급소 신설[24]
- 1998년 6월 1일 : 정부대전청사우체국 개국[25]
- 1998년 11월 2일 : 대전향촌우편취급소 신설[26]
- 1998년 12월 21일 : 대전관저동우체국 개국[27]
- 1999년 7월 1일 : 대전탄방동우편취급소 신설[28]
- 2000년 11월 1일 : 대전가장아파트우편취급소를 대전가장동우편취급소로 명칭 변경[29]
- 2001년 12월 3일 : 대전관저2동우체국 개국[30]
- 2002년 5월 2일: 청사준공
- 2002년 6월 24일 : 대전강변우편취급소를 서구 정림동 18-10에서 정림동 610으로 이전[31]
- 2002년 7월 1일: 대전둔산우체국 개국 및 대전유성우체국으로부터 대전광역시 서구 지역 관할 이관받음.
- 2004년 7월 31일 : 대전삼천동우체국 폐국[32]
- 2007년 1월 1일 : 대전둔산3동우체국을 대전둔산2동우체국으로, 대전월평3동우체국을 대전월평2동우체국으로 명칭 변경[33]
- 2008년 2월 1일 : 흑석우체국을 대전흑석동우체국으로 명칭 변경[34]
- 2011년 9월 30일 : 대전경남아파트우편취급국 폐국[35]
- 2012년 2월 29일: 명학소우편취급국 폐국[36]
- 2014년 7월 4일: 배재대학교우체국 폐국[37]
- 2014년 7월 7일: 배재대학교우편취급국 개국[37]
- 2014년 12월 31일: 목원대학교우체국 폐국[38]
- 2015년 1월 5일: 목원대학교우편취급국 개국[39]
- 2015년 7월 20일: 우편구역을 다음과 같이 고시[40]

| 배달구역    | 구역번호      |
| ----------- | ------------- |
| 서구 전지역 | 35200 ~ 35428 |

- 2019년 12월 2일 : 대전시청우체국 폐국[41]
- 2021년 10월 1일 : 대전흑석동우체국 별정우체국 지정 해지 및 폐국[42], 대전기성동우편취급국 신설[43]

## 관할 우체국
| 우체국                   | 주소                                                                             | 비고                                                              |
| ------------------------ | -------------------------------------------------------------------------------- | ----------------------------------------------------------------- |
| 대전가수원동우체국       | 대전광역시 서구 가수원로 109 (가수원동)                                          |                                                                   |
| 대전갈마1동우편취급국    | 대전광역시 서구 갈마로 62 (갈마동)                                               |                                                                   |
| 대전갈마동우체국         | 대전광역시 서구 갈마중로50번길 5 (갈마동)                                        |                                                                   |
| 대전강변우편취급국       | 대전광역시 서구 정림동로7번길 22, 무지개상가 134 (정림동)                        | 2002년 6월 24일 현위치로 이전                                     |
| 대전경남아파트우편취급국 | 대전광역시 서구 도학4길 5                                                        | 2011년 9월 30일 폐국                                              |
| 대전관저2동우체국        | 대전광역시 서구 관저로 63 (관저동)                                               |                                                                   |
| 대전관저동우체국         | 대전광역시 서구 관저북로 26 (관저동)                                             |                                                                   |
| 대전괴정동우체국         | 대전광역시 서구 갈마로 196 (괴정동)                                              |                                                                   |
| 대전기성동우편취급국     | 대전광역시 서구 흑석3길 5                                                        | 2021년 10월 1일 신설                                              |
| 대전도마동우체국         | 대전광역시 서구 계백로 1422 (도마동)                                             |                                                                   |
| 대전둔산2동우체국        | 대전광역시 서구 청사로 279 (둔산동)                                              |                                                                   |
| 대전만년동우체국         | 대전광역시 서구 만년로 15 (만년동)                                               |                                                                   |
| 대전명학소우편취급국     | 대전광역시 서구 탄방동 54-13                                                     | 1995년 12월 1일 신설 2012년 2월 29일 폐국                         |
| 대전법원우체국           | 대전광역시 서구 둔산중로78번길 45, 대전고등/지방법원 1층 (둔산동)                |                                                                   |
| 대전변동우체국           | 대전광역시 서구 도산로 189 (변동)                                                |                                                                   |
| 대전변정우편취급국       | 대전광역시 서구 중반5길 130 (변동)                                               |                                                                   |
| 대전삼천가람우편취급국   | 대전광역시 서구 둔산로 201, 국화라이프아파트상가 106호(둔산동, 국화라이프아파트) |                                                                   |
| 대전삼천동우체국         | 대전광역시 서구 둔산동                                                           | 2004년 7월 31일 폐국                                              |
| 대전시청우체국           | 대전광역시 서구 둔산로 100 (둔산동)                                              | 2019년 12월 2일 폐국                                              |
| 대전용문동우체국         | 대전광역시 서구 계룡로 669 (용문동)                                              |                                                                   |
| 대전월평1동우체국        | 대전광역시 서구 월평새뜸로4번길 110 (월평동)                                     |                                                                   |
| 대전월평2동우체국        | 대전광역시 서구 갈마역로 143-12 (월평동)                                         |                                                                   |
| 대전월평하나로우편취급국 | 대전광역시 서구 청사로 5, 하나로아파트상가 112호 (월평동, 하나로아파트)          |                                                                   |
| 대전정림동우체국         | 대전광역시 서구 정림로 4 (정림동)                                                |                                                                   |
| 대전탄방동우편취급국     | 대전광역시 서구 문예로 16, 한가람아파트상가 105호 (탄방동, 한가람아파트)         |                                                                   |
| 대전향촌우편취급국       | 대전광역시 서구 둔산북로 36, 128호                                               |                                                                   |
| 대전흑석동우체국         | 대전광역시 서구 세점길 11 (흑석동)                                               | 2021년 10월 1일 폐국                                              |
| 목원대학교우체국         | 대전광역시 서구 목원길 21                                                        | 1994년 2월 1일 목원대학우체국에서 명칭 변경 2014년 12월 31일 폐국 |
| 목원대학교우편취급국     | 대전광역시 서구 도안북로 88 (도안동)                                             | 2015년 1월 5일 신설                                               |
| 배재대학교우체국         | 대전광역시 서구 배재로 155-40                                                    | 2014년 7월 4일 폐국                                               |
| 배재대학교우편취급국     | 대전광역시 서구 배재로 155-40 (도마동)                                           | 2014년 7월 7일 신설                                               |
| 정부대전청사우체국       | 대전광역시 서구 청사로 189 (둔산동)                                              |                                                                   |

## 조직
- 우편영업과
- 금융영업과
- 지원과
- 경영지도실
- 우편물류과
  - 집배실
  - 운용실
  - 특수실
  - 소포실